# بطولة ويمبلدون 1961

## فردي رجال
رود لافر هزم  تشك مانكنلي. النتيجة: 6-3 6-1 6-4

## فردي سيدات
أنجيلا مورتايمر جانيتت هزمت  كريستين تورمان جانيس. النتيجة: 4-6, 6-4, 7-5